# 오누마코엔역
오누마 공원역 또는 오누마코엔역(일본어: 大沼公園駅 오오누마코우엔에키[*])은 일본 홋카이도 가메다 군 나나에정에 있는 홋카이도 여객철도 하코다테 본선의 철도역이다.

## 역 구조

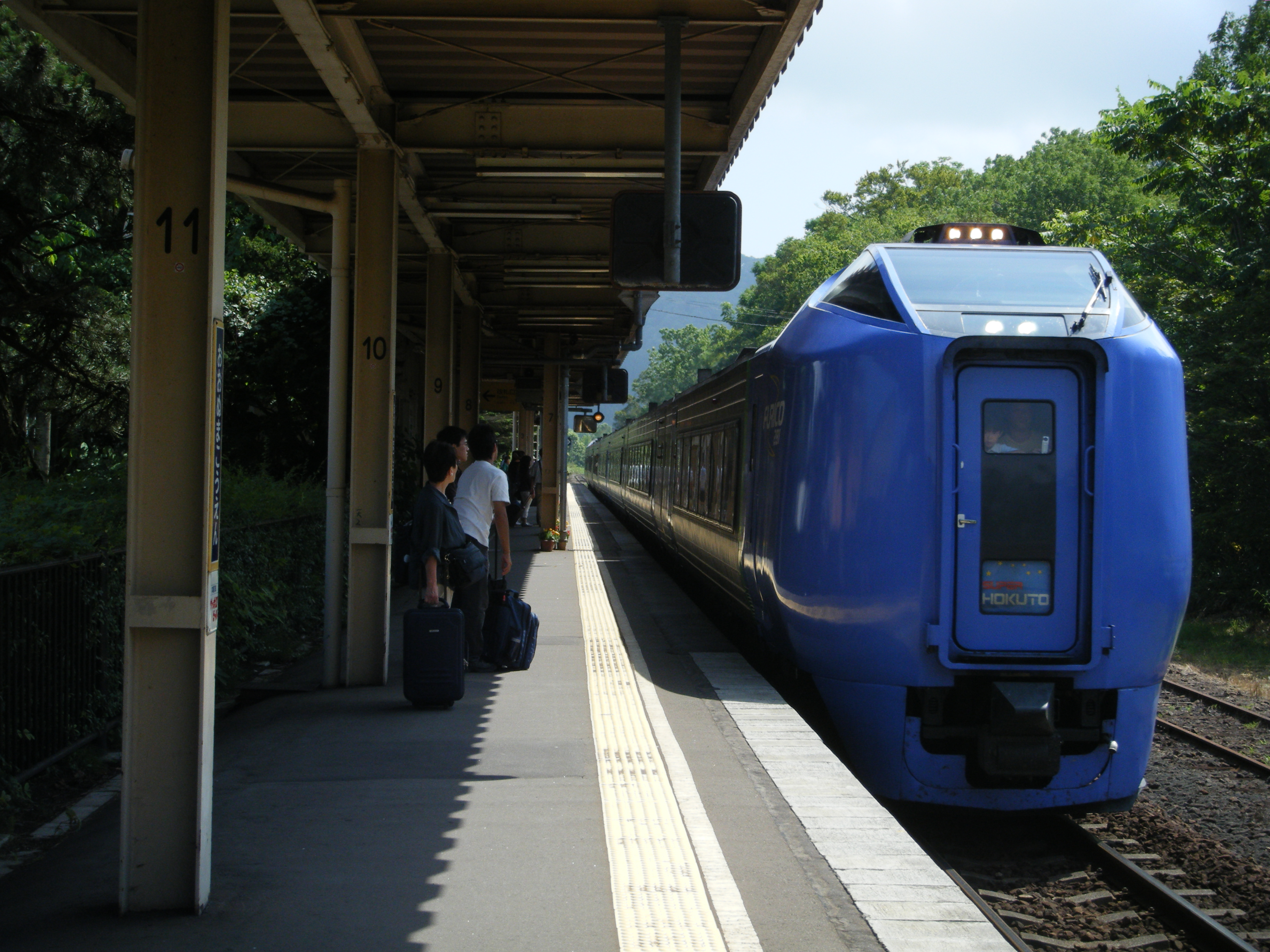
승강장

1면 1선의 단선식 승강장과 측선이 있는 지상역이다. 측선은 오누마 역 발착의 열차가 대기를 위해 사용하는 경우도 있으나 승강 시설은 없으며, 열차 교행을 위해서 사용할 수도 없다.
오누마 역에서 관리하는 업무위탁역(JR 하코다테 개발 위탁)으로, 역무원은 이른 아침과 밤 중에는 없다. 야간 연락처는 모리 역. 역사의 창구는 8시 30분부터 18시 10분까지 운영되며, 자동 발권기 등의 시설이 있다.

### 승강장
| 1 | ■ 하코다테 본선 | 상행 고료카쿠 · 하코다테 방면              |
| 1 | ■ 하코다테 본선 | 하행 오샤만베 · 미나미치토세 · 삿포로 방면 |

## 역 주변

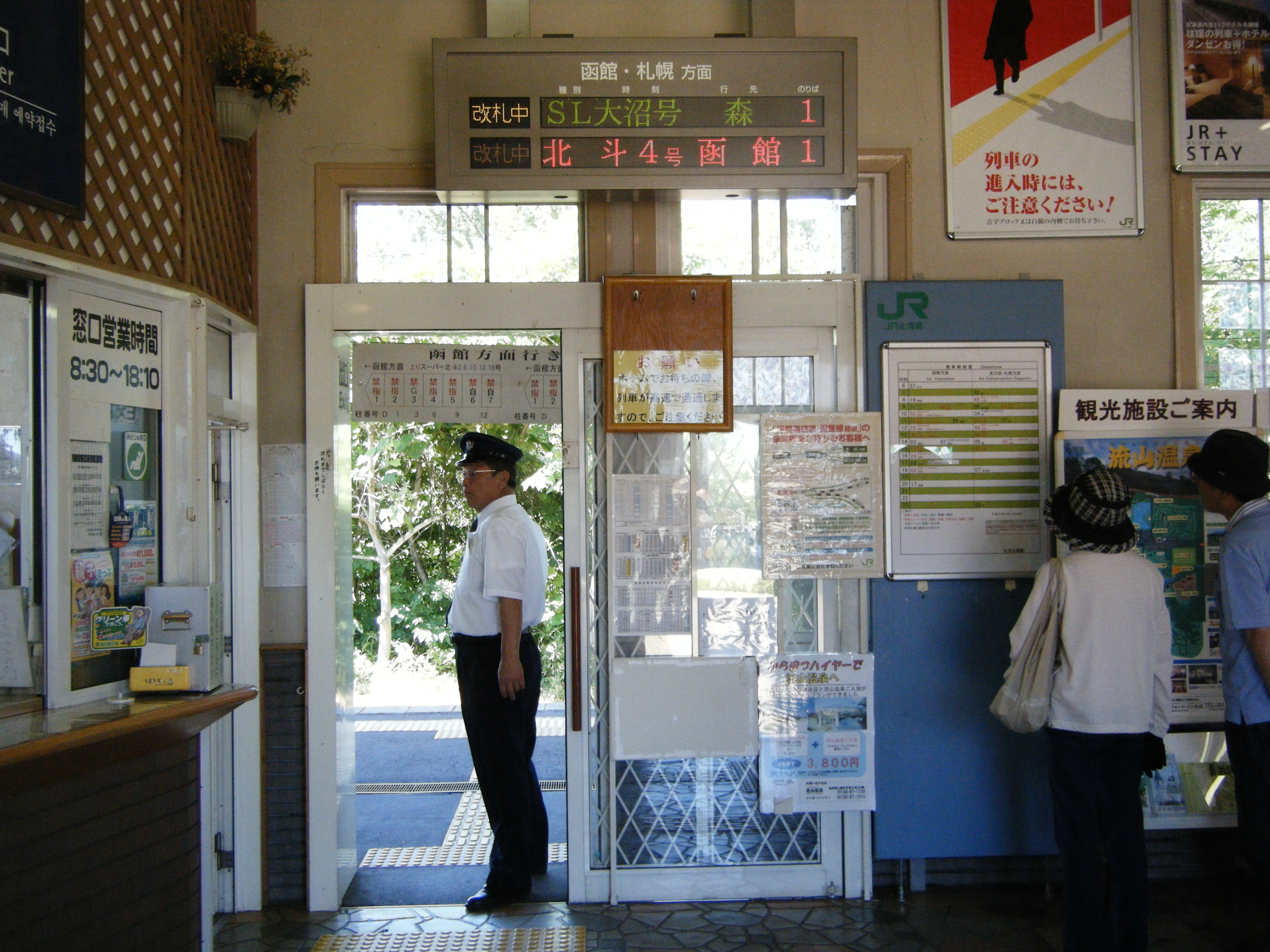
개찰구

- 오누마 국정공원
- 하코다테 중앙경찰서 오누마 주재소
- 오누마 우편국
- 오누마 어업 협동조합
- 오누마 호, 고누마 호

## 역사
- 1907년 6월 5일 - 홋카이도 철도의 오누마 공원 임시승강장(大沼公園臨時乗降場)으로 개업.
- 1907년 7월 1일 - 홋카이도 철도 국유화.
- 1907년 12월 21일 - 폐역.
- 1908년 5월 25일 - 일본국유철도의 오누마 공원 임시승강장(大沼公園仮停車場) 개업. 여객 및 수하물 취급 개시.
- 1917년 6월 15일 - 화물 취급 개시.
- 1920년 6월 15일 - 오누마 임시승강장(大沼仮停車場)으로 개칭됨. 덧붙여, 기존에 있던 오누마역(大沼駅)은 이쿠사가와역(軍川駅)으로 개칭됨.
- 1924년 11월 11일 - 오누마역(大沼駅)으로 승격됨.
- 1929년 1월 5일 - 오누마 전철 개업.
- 1945년 6월 1일 - 오누마 전철선 폐지.
- 1960년 5월 20일 - 화물 취급 폐지.
- 1964년 5월 1일 - 오누마 공원역(大沼公園駅)으로 다시 개칭됨. 이쿠사가와역은 같은 해 6월 1일 오누마역으로 복귀됨.
- 1984년 2월 1일 - 수하물 취급 폐지.
- 1987년 4월 1일 - 일본국유철도 분할 민영화로 홋카이도 여객철도가 계승.
- 2007년 10월 - 역 번호 부여. H67.

## 인접한 역
| 홋카이도 여객철도 하코다테 본선 | 홋카이도 여객철도 하코다테 본선 | 홋카이도 여객철도 하코다테 본선 |
| ------------------------------- | ------------------------------- | ------------------------------- |
| H68 오누마 하코다테 방면        | ■ 하코다테 본선                 | H66 아카이가와 오샤만베 방면    |

## 관련 사이트
- (일본어) 역 구내도 (오누마코엔 역) - 홋카이도 여객철도